# Операция «Поток»
Опера́ция «Пото́к» (также «Труба́») — операция по выходу ВС РФ в тыл ВСУ на территории Курской области по газовой трубе магистрального газопровода Уренгой — Помары — Ужгород. Выход состоялся 8 марта 2025 года.

## Предыстория
В августе 2024 года Вооружённые силы Украины в ходе наступления в Курской области оккупировали город Суджу, вблизи которого проходит магистральный газопровод. К началу марта 2025 года Украина потеряла контроль более чем над 64 % ранее захваченной территории. 5 марта США приостановили предоставление разведывательных данных Украине, позволявших отслеживать манёвры российских войск.

## Подготовка
Российские военнослужащие прошли через трубу диаметром 1420 мм, являющуюся частью газопровода Уренгой — Помары — Ужгород, через которую газ не подавался с 1 января 2025 года. Задачей бойцов, прошедших через газопровод, являлось участие в штурме Суджи.
По информации РИА Новости, в операции участвовали разведывательно-штурмовая бригада «Ветераны» и штурмовая бригада «Восток» и части 11-й отдельной гвардейской десантно-штурмовой бригады, 30-й отдельной гвардейской мотострелковой бригады и спецназа «Ахмат». Командир «Ахмата» сообщил, что российские военные узнали о том, что им будет необходимо пройти по трубе, за 4 часа до операции.
По заявлению российского командира с позывным «Зомби», подготовка операции заняла 3 недели, в ходе которых из трубы был откачан газ и запущен кислород, созданы несколько выходов на поверхность и организована транспортировка аммуниции, провианта и солдат. По информации других источников, инженерные работы начались в январе. Для проникновения в трубу были прорыты тоннели длиной около 500 метров.
По информации пророссийских блогеров, российские военные шли по трубе два дня и ещё четыре ожидали перед выходом наружу. Врио губернатора Курской области Александр Хинштейн заявил, что российские военные ползли по газопроводу 14 километров в течение 6 дней в условиях нехватки кислорода и воды. Военные были вынуждены проходить некоторые участки с кислородными баллонами из-за остаточных газов в трубе.
Согласно документальному фильму «Первого канала» изначально атака планировалась на 6 марта, но к тому моменту не все военнослужащие дошли до назначенной точки, а из-за таявшего снега вентиляционный отверстия в трубе забивались грязью. За день до штурма, согласно фильму, в трубе находились более 800 человек, и военнослужащие страдали от нехватки кислорода.

### Отравление газами в трубе
Российским солдатам пришлось пробираться через трубу в условиях полной темноты, недостатка воздуха и низких температур. В результате вдыхания метана многие солдаты получили химические ожоги лёгких. По информации медика подразделения «Ахмат», ожоги стремительно приводили к пневмонии и дыхательной недостаточности. Украинские военные блогеры заявили, что в трубе задохнулись «сотни» солдат. 9 марта российский военный блогер Владимир Романов заявил об отравлении газами и жертвах. 17 марта издание URA.RU сообщило о двух пострадавших участниках операции родом из Челябинска.
В конце июня 2025 года российская пропагандистка Анастасия Кашеварова заявила что у российских военных, участвовавших в операции, был выявлен рак лёгких и тромбоэмболия лёгочной артерии. По словам Кашеваровой, несколько военных погибли в ходе операции, а выжившим военным ставят диагноз «острый бронхит средней степени тяжести» и выплачивают лишь по 100 тысяч рублей в качестве компенсации, лишая положенных выплат и наград.

## Ход атаки
8 марта 2025 года Вооружённые силы РФ начали широкомасштабное контрнаступление в Курской области. В этот же день российские военные начали выходить из газопровода. По заявлению российского командира с позывным «Зомби», в трубу были отправлены 820 военнослужащих, по информации российских властей — 600, однако британское издание The Telegraph указало на то, что отсутствуют визуальные подтверждения подобного числа задействованных солдат. По информации украинских аналитиков, из трубы вышли только 100 солдат.
Глава Генерального штаба России Валерий Герасимов заявил, что операция застала украинские войска врасплох, «внеся вклад в крах их обороны и развитие российского наступления». Украинский военный журналист Юрий Бутусов заявил, что россиянам удалось пройти незамеченными и вклиниться в оборону, но атака была отбита. Генштаб Украины подтвердил проведение операции, но заявил, что российских солдат «своевременно» обнаружили средствами аэровоздушной разведки ещё в трубе, и после их выхода наружу они были «заблокированы и уничтожены». Аналитики UAcontrolmap заявили, что российским войскам не удалось достичь эффекта неожиданности, но украиской пехоты не было на позициях чтобы остановить россиян, поэтому Украине пришлось полагаться на удары артиллерией и дронами. На верифицированных видеозаписях были зафиксированы артиллерийские удары по малым группам российских солдат, вышедшим из трубы к северу от города. Ряд украинских военнослужащих сообщили The Wall Street Journal, что прорыв российских военных вызвал панику.

## Потери
Официально Россия не давала информацию о потерях среди российских военнослужащих в результате проведения операции. На неподтверждённых видео были зафиксированы сложенные друг на друга тела в трубе. Офицер Вооружённых сил Украины заявил, что 80 % российских сил в трубе были убиты во время «хорошо организованной» контратаки.
Согласно документальному фильму «Первого канала», когда российские военные пытались проложить путь по трубе во время резки металла возникало горение большого количества остаточного газа, что приводило к гибели бойцов, при этом до выхода фильма официально в России не сообщалось о подобных потерях.
В июле 2025 года независимое издание «ASTRA» установила личность и связалось с участником операции «Поток». По словам военного, операция проводилась с полным пренебрежением к здоровью военнослужащих: десятки солдат задохнулись, совершили суицид или умерли в панике, пытаясь выбраться из трубы, По словам участника операции, сам он не смог дойти до конца трубы так как сослуживцы оставили его на полпути, а обратно он добрался ползком.

## Оценки
Независимые наблюдатели отмечали, что операция не сыграла определяющей роли в освобождении Суджи.
Российская сторона заявила, что благодаря операции «Поток» украинские подразделения были дезориентированы, и это привело к освобождению нескольких населённых пунктов. Аналитики UAcontrolmap утверждают, что к моменту выхода российских войск из трубы украинские войска уже отходили из населённых пунктов вблизи Суджи, которые Россия взяла под контроль после проведения операции. По информации Ивана Ступака, украинские войска начали отход до атаки в результате воздействия ряда факторов. Согласно комментарию анонимного российского эксперта изданию «Новая-Европа», заявления о существенной роли операции в освобождении Суджи и Курской области не соответствуют действительности, так как операция началась с опозданием как минимум на несколько дней, и к 8 марта украинские войска уже несколько дней вели активный вывод войск из-за перерезанного российскими войсками снабжения из Сум и угрозы окружения, а на позициях в районе Суджи оставались войска прикрытия. Эксперт указал на то, что украинская разведка могла предполагать угрозу прорыва обороны, что способствовало быстрому отступлению практически без боёв. По мнению эксперта, российские командиры знали о том, что операция не будет иметь какого-либо существенного эффекта, но не решились её отменить из-за проведённой дорогостоящей подготовки.
Радио «Свобода» обращает внимание на то, что после 8 марта украинские войска потеряли значительные территории в Курской области, в некоторых местах произошёл внезапный отход подразделений ВСУ, а 13 марта Министерство обороны России заявило о возвращении контроля над Суджей. При этом роль атаки через трубопровод в этих событиях пока не ясна. Издание «Медуза» указала на противоречивость информации об успехе операции. Издание The War Zone называет рейд через трубопровод «экстраординарной миссией», и, хотя результаты её неясны, она подчёркивает важность для российских властей возврата территории Курской области, захваченной украинскими войсками. По оценкам военного аналитика Паси Паройнен из Black Bird Group, несмотря на то, что точное количество участников операции не поддаётся оценке, рейд привёл к неразберихе и растерянности в рядах ВСУ, и вероятно, заставил их начать отступление.

## Создание героического нарратива в России
В российской пропаганде операция называлась «героической» и «не имеющей аналогов». Издание «Новая-Европа» указало на то, что из операции формируется фундамент российского патриотического мифа в условиях малого числа достоверных фактов.
24 марта в Екатеринбурге во дворе Храма на Крови при поддержке «Газпром трансгаз Екатеринбург» установили копию трубы, предлагая посетителям пройти внутрь, чтобы «прочувствовать условия, в которых находились российские военные». На выставке российская певица Вика Цыганова исполнила композицию «Труба», посвящённую операции. 11 апреля на Театральной площади Курска установили арт-объект в виде фрагмента трубы длиной около метра на чёрном пьедестале, а в драматическом театре собирались организовать выставку фотографий и личных вещей участников операции.